# Rio das Minas
Le rio das Minas (« rivière des Mines ») est un cours d'eau qui baigne l’État de l’Acre, au Brésil.